# Sergei Timofejewitsch Konjonkow

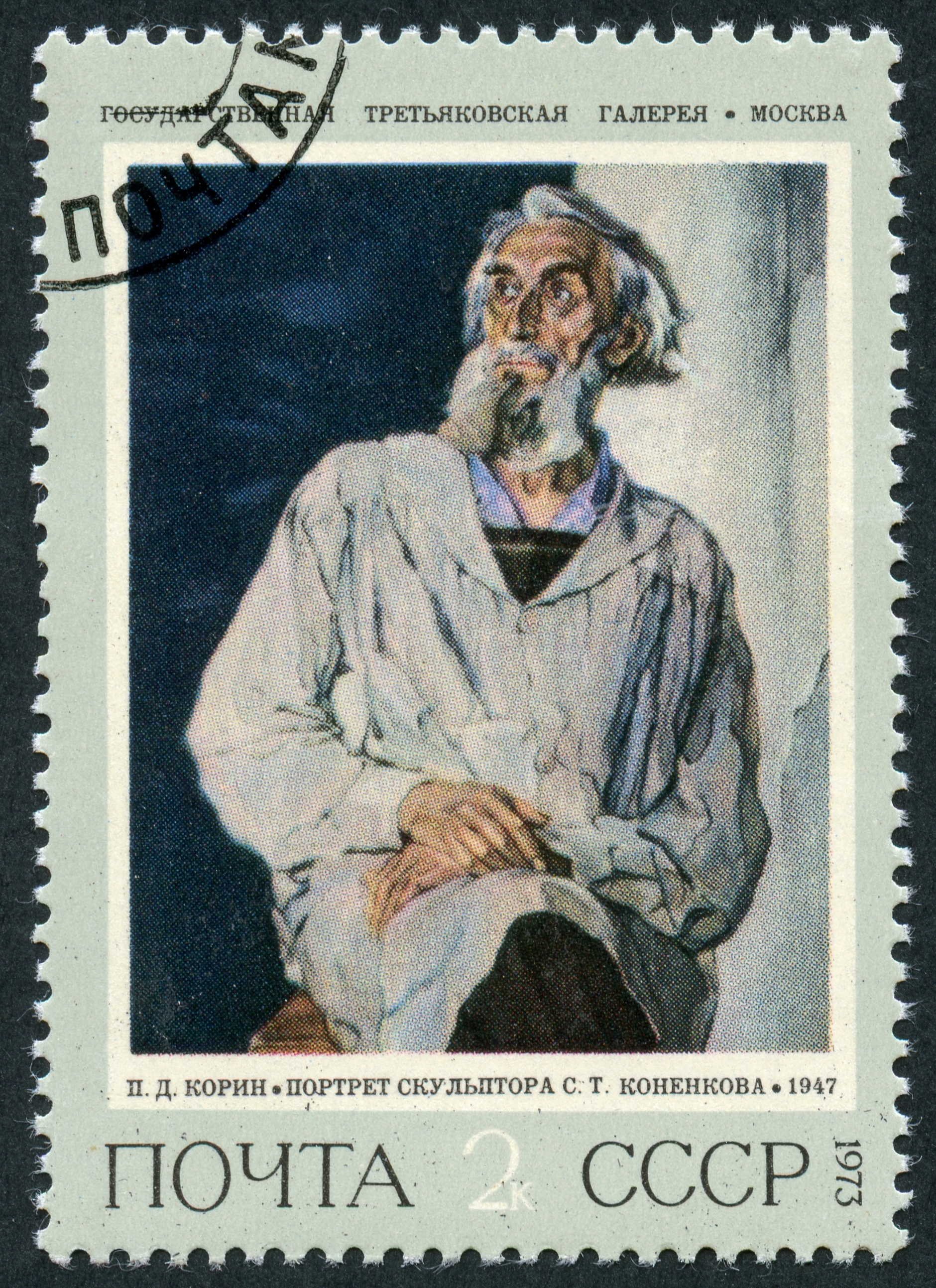
S. T. Konjonkow (Porträt von P. D. Korin 1947)

Sergei Timofejewitsch Konjonkow (russisch Серге́й Тимофе́евич Конёнков; * 28. Junijul. / 10. Juli 1874greg. im Dorf Karakowitschi bei Roslawl; † 9. Dezember 1971 in Moskau) war ein russischer/sowjetischer Bildhauer.

## Leben
Konjonkow stammte aus einer Bauernfamilie. Er studierte an der Moskauer Hochschule für Malerei, Bildhauerei und Architektur bei Sergei Iwanow mit Abschluss 1897. Im gleichen Jahr besuchte er Frankreich, Italien und Deutschland. Danach studierte er an der Kunsthochschule der Russischen Kunstakademie in St. Petersburg Bildhauerei bei W. A. Beklemischew. Seine Diplomarbeit (aus Lehm) Samson, die Fesseln zerreißend war seinen Akademielehrern zu revolutionär, so dass sie sie zerschlugen.
Die Revolution 1905 erlebte Konjonkow in Moskau. Unter dem Eindruck der Ereignisse schuf er den Porträt-Zyklus der Kämpfer auf der Rote-Presnja-Straße. Er stattete 1905 das Café Filippowa an der Moskauer Twerskaja-Straße aus und schuf 1910 das Basrelief Das Gelage. Er arbeitete an einem Wald-Zyklus unter Verwendung von Holz mit unterschiedlichen Arbeitstechniken, da der Wald für ihn die elementare Kraft der Natur darstellte. Beispiele dieser Arbeit sind der Stribog (1910) und die Bettlerbruderschaft (1917). Als einer der ersten russischen Bildhauer wandte er sich dem weiblichen Akt zu. Er genoss eine hohe Wertschätzung und war als der russische Rodin bekannt.
Konjonkow unterstützte die Oktoberrevolution und beteiligte sich an der Realisierung des Plans der monumentalen Propaganda. Sein Streben zur Monumentalität wurde zur herrschenden Tendenz dieser Jahre. Neue Formen zeigten sich in dem Basrelief Gefallen im Kampf für Frieden und Völkerverbrüderung für die Moskauer-Kreml-Mauer und dem Stenka-Rasin-Denkmal für den Roten Platz (1918–1919). 1923 beteiligte er sich an der Ausgestaltung der Allrussischen Landwirtschafts-, Handwerks- und Industrie-Ausstellung in Moskau (der späteren Ausstellung der Errungenschaften der Volkswirtschaft).
1922 heiratete Konjonkow die Juristin Margarita Iwanowna Woronzowa, mit der er Ende 1923 in die USA reiste zur Teilnahme an einer Ausstellung russischer und sowjetischer Kunst. Die Reise sollte nur einige Monate dauern, aber sie blieben und lebten und arbeiteten in New York City. Er beschäftigte sich mit biblischen Themen, mit der Apokalypse, und er stellte Christus, die Propheten und Aposteln dar. 1928–1929 reiste Konjonkow nach Italien, führte in Rom eine persönliche Ausstellung durch und traf Maxim Gorki, den er porträtierte wie auch seine Enkelin Marfa, deren Tochter Nina und seine Schwiegertochter Nadeschda Alexejewna Peschkowa.
1935 bekam Konjonkow von der Princeton University den Auftrag für eine Büste von Albert Einstein. Einstein schätzte das Werk Konjonkows, aber auch seine Frau Margarita, die bereits mit Robert Oppenheimer bekannt war. Während des Zweiten Weltkrieges war Konjonkow Mitglied des Russland-Hilfe-Komitees.
1945 brachte auf Anweisung Stalins das Schiff Smolny die Konjonkows mit allen Werken in die UdSSR zurück, und Konjonkow erhielt ein Atelier in Moskau in der Gorki-Straße. 1947 wurde er Korrespondierendes Mitglied der Kunstakademie der UdSSR und 1954 Vollmitglied. 1965 gab es eine Moskauer Ausstellung der Werke Konjonkows anlässlich seines 90. Geburtstages.
Porträtiert von Konjonkow wurden I. S. Turgenew, W. W. Majakowski, K. E. Ziolkowski, N. D. Selinski und verschiedene Komponisten, insbesondere J. S. Bach und N. Paganini. Er schuf Denkmäler für A. S. Puschkin, L. N. Tolstoi, W. I. Surikow und einen Gedenkstein für M. M. Prischwin.
Konjonkow wurde auf dem Moskauer Nowodewitschi-Friedhof begraben. Auf seinem Grabstein steht sein Selbstporträt, für das er den Leninpreis bekommen hatte. An der Moskauer Twerskaja-Straße befindet sich das Konjonkow-Museum. Nach Konjonkow wurden Straßen in Moskau, Smolensk und Roslawl benannt.

## Ehrungen
- Medaille „Für heldenmütige Arbeit im Großen Vaterländischen Krieg 1941–1945“
- Stalinpreis 3. Klasse (1951)
- Volkskünstler der RSFSR (1955)
- Leninorden (1955) und (1964)
- Leninpreis (1957) für sein Selbstporträt
- Volkskünstler der UdSSR (1958)
- Held der sozialistischen Arbeit (1964)
- Ehrenbürgerschaft Smolensks (1964)

## Werke

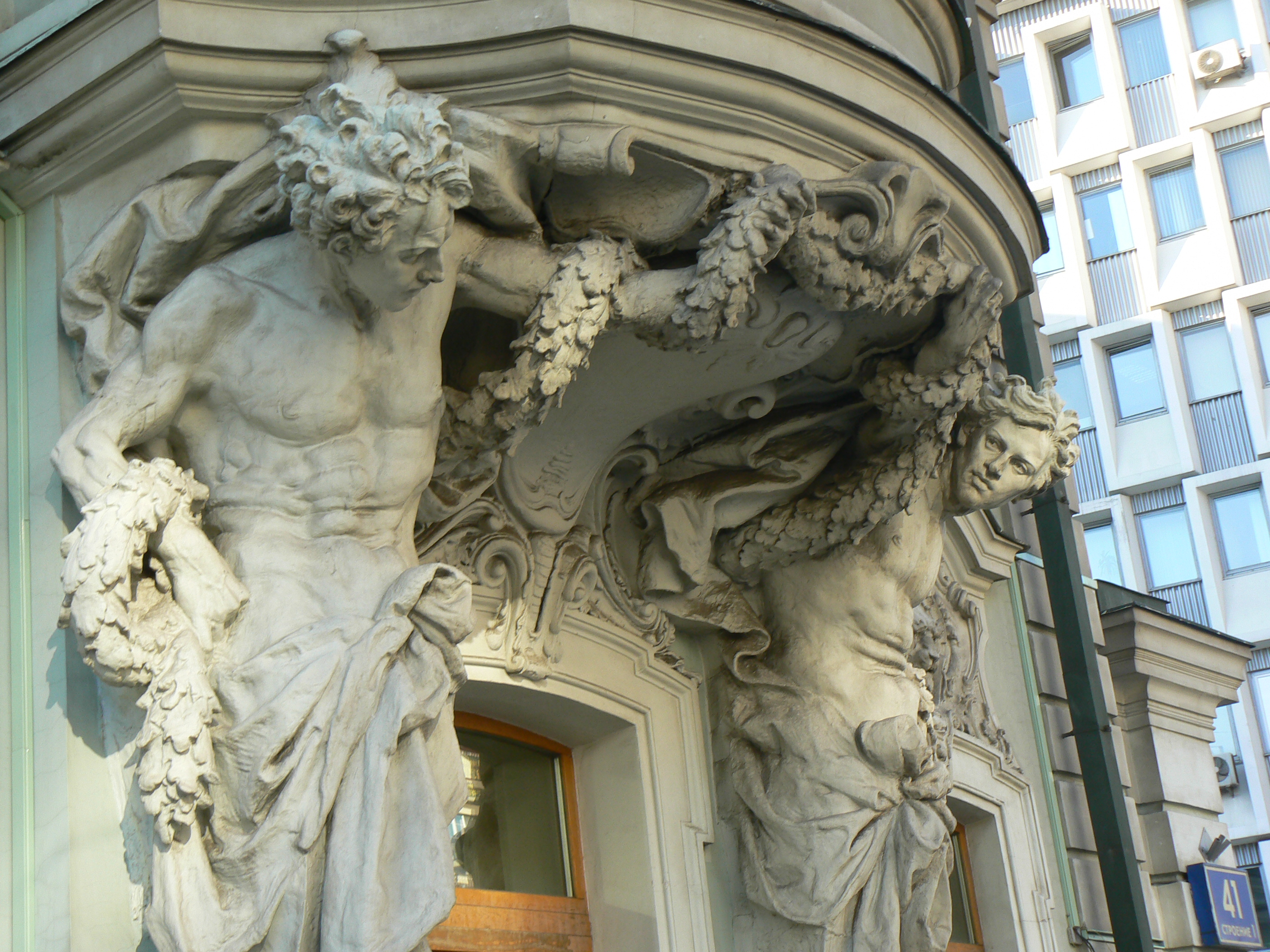
Atlanten (1893)
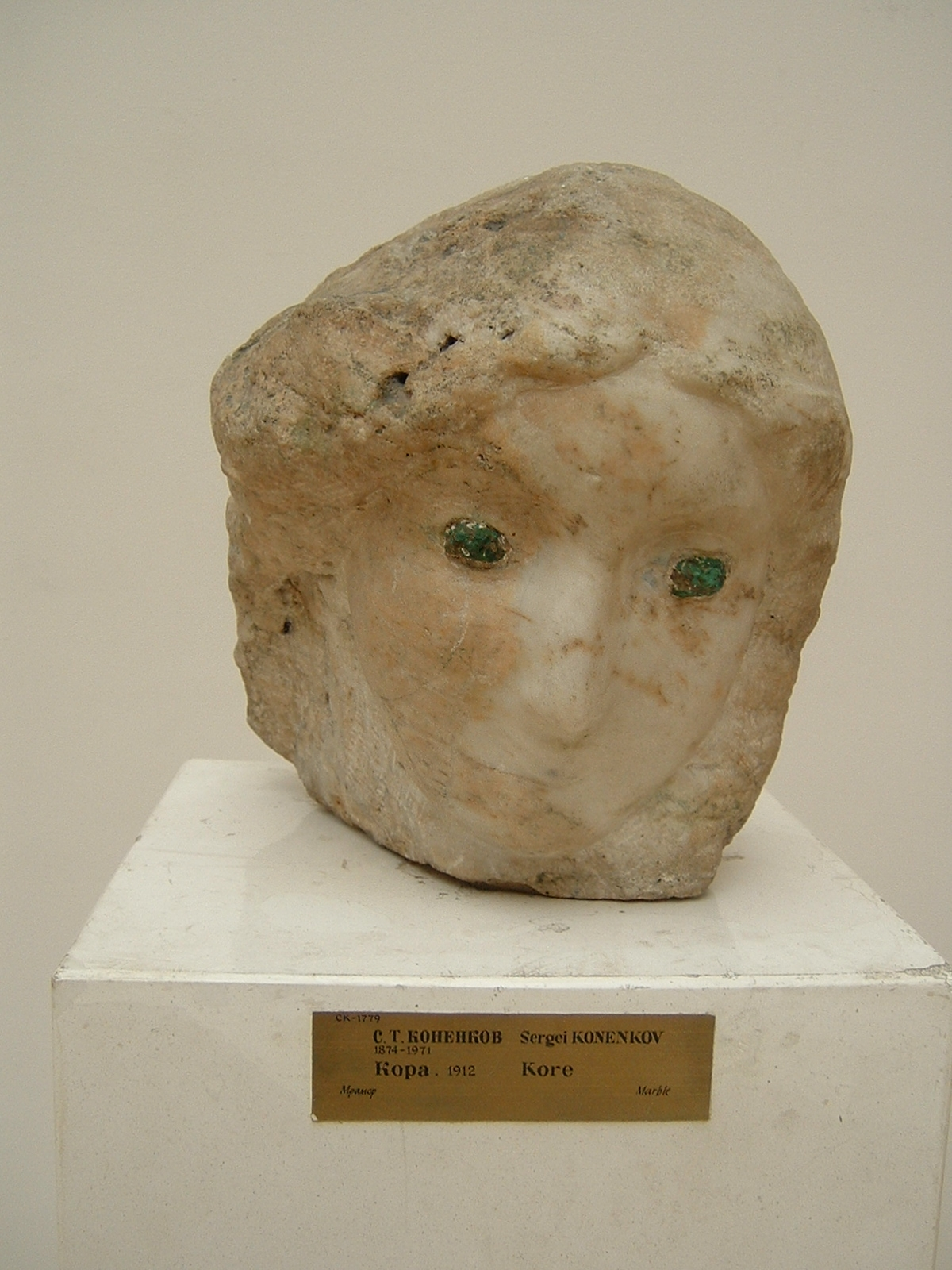
Kore (1912)
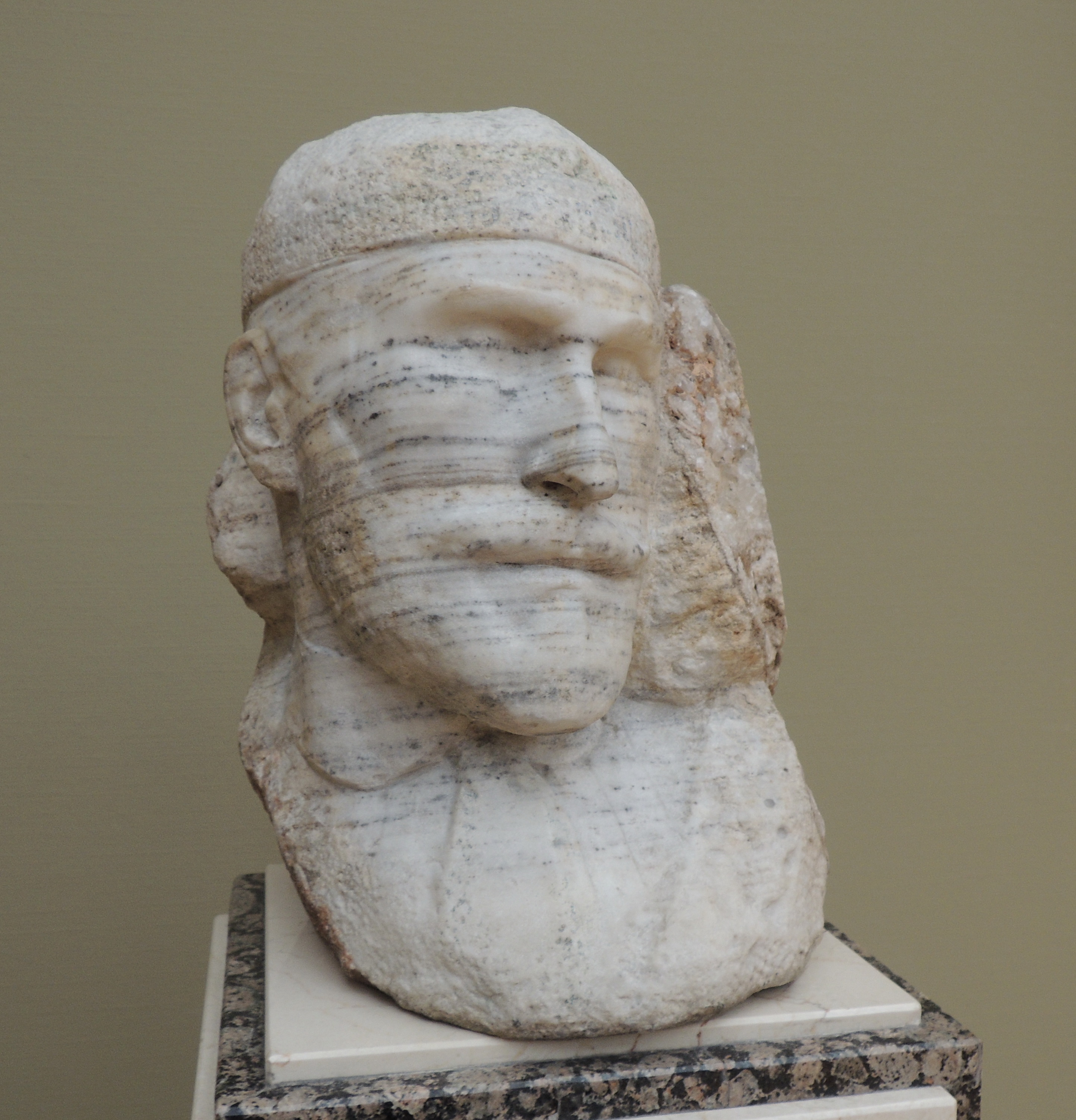
Selbstporträt (1912)
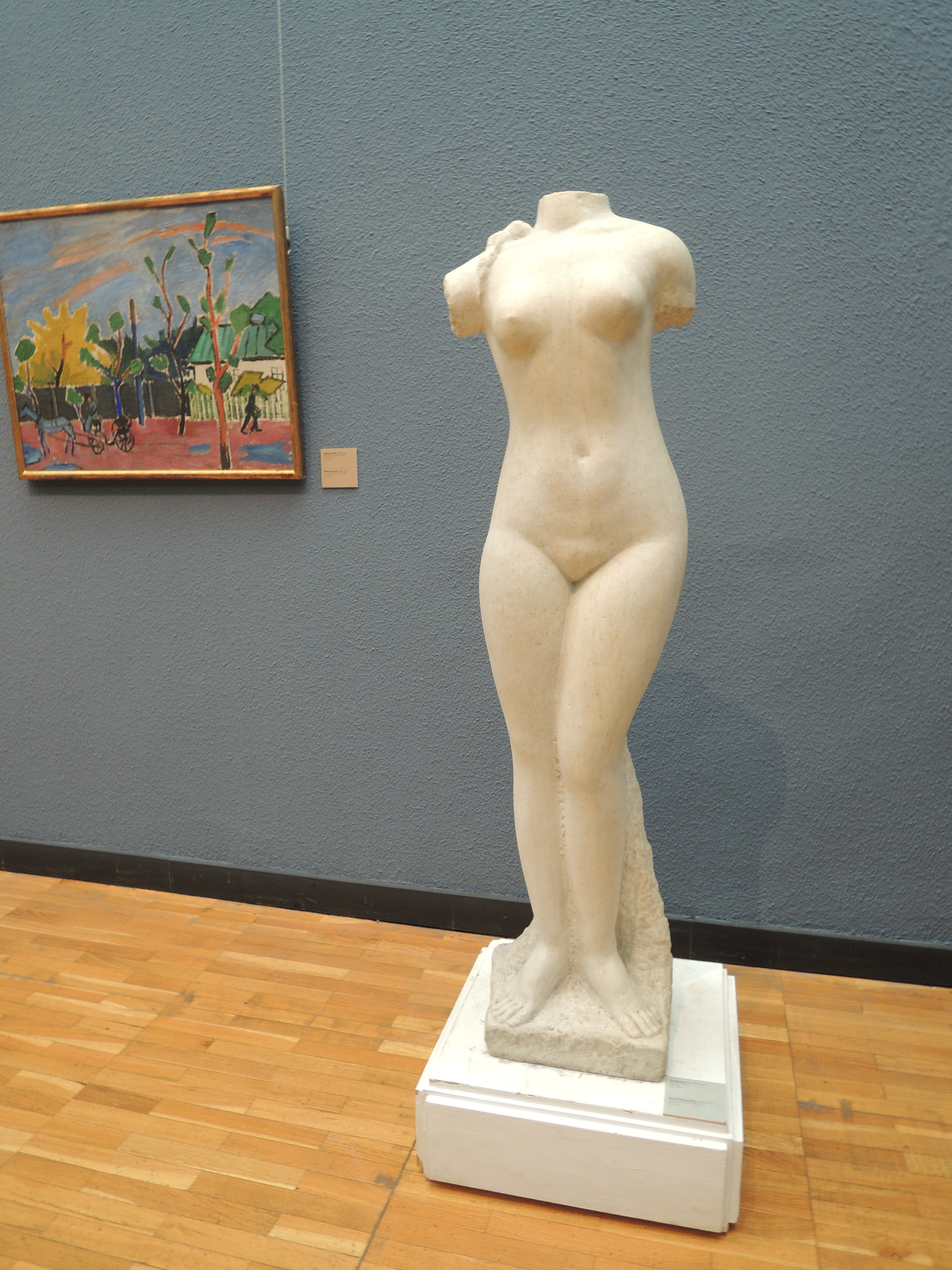
Junge Frau (1916)
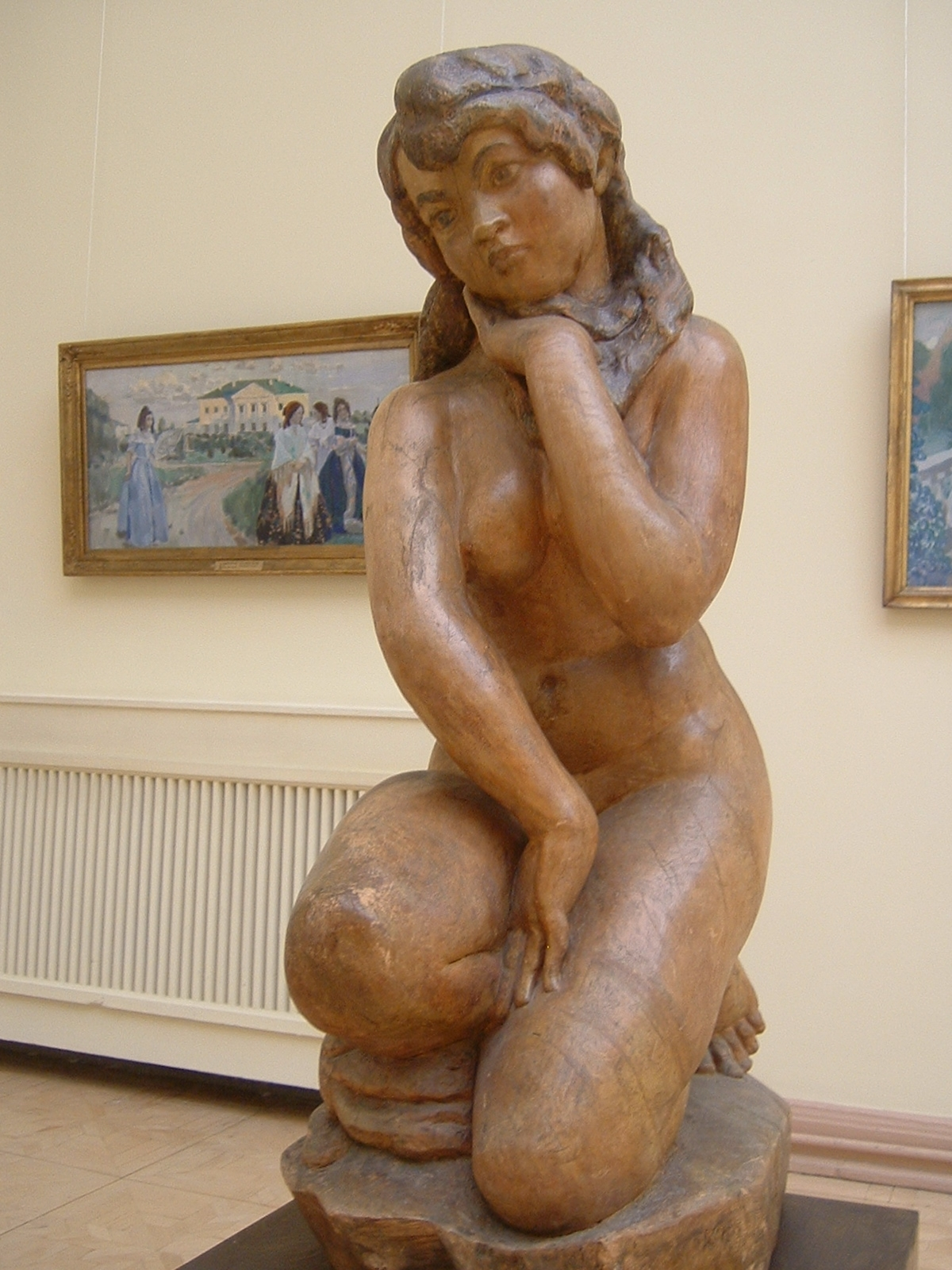
Badende (1917)
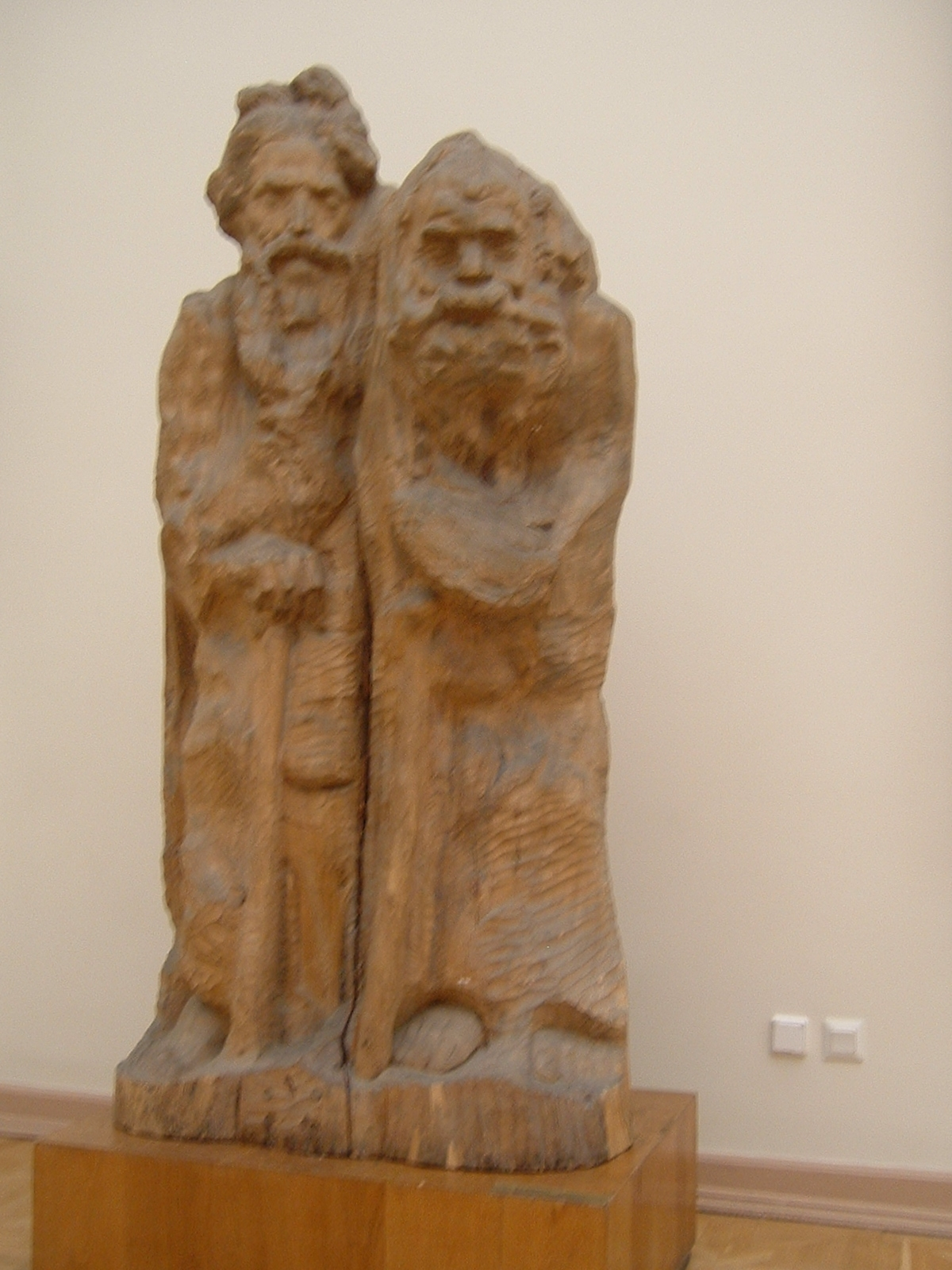
Die Bettlerbruderschaft (1917)